# Georgi Stepanowitsch Chrustaljow-Nossar
|  | Dieser Artikel oder Abschnitt wurde wegen inhaltlicher Mängel auf der Qualitätssicherungsseite der Redaktion Geschichte eingetragen (dort auch Hinweise zur Abarbeitung dieses Wartungsbausteins). Dies geschieht, um die Qualität der Artikel im Themengebiet Geschichte auf ein akzeptables Niveau zu bringen. Dabei werden Artikel gelöscht, die nicht signifikant verbessert werden können. Bitte hilf mit, die Mängel dieses Artikels zu beseitigen, und beteilige dich bitte an der Diskussion! |

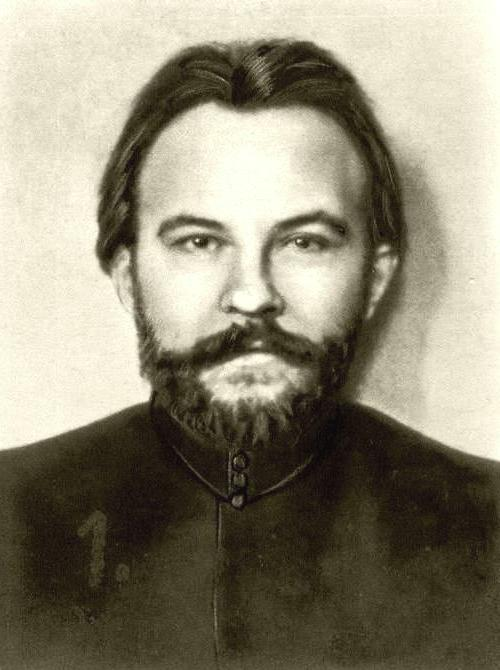
Georgi Chrustaljow-Nossar

Georgi Stepanowitsch Chrustaljow-Nossar (russisch Георгий Степанович Хрусталёв-Носарь; * 1877 in Perejaslaw; † Mai 1919 ebenda), Pseudonyme: Pjotr Alexejewitsch Chrustaljow (Пётр Алексеевич Хрусталёв) und Juri Perejaslawski (Юрий Переяславский), war ein russischer Revolutionär und Politiker.

## Leben
Georgi, Sohn des ins Gouvernement Poltawa verbannten Bauern Stepan Kornejewitsch Nossar, besuchte das Perejaslawer und dann ein Kiewer Gymnasium. Danach studierte er an der Juristischen Fakultät der Petersburger Universität. Wegen seiner Aktivitäten in der Studentenbewegung wurde Georgi verbannt, durfte aber als Externer seine Prüfungen ablegen. Nach dem Studium – mit dem Diplom in der Tasche – wurde er in Charkow Anwaltsgehilfe.
Georgi wurde Mitglied von Peter Struves Befreiungs-Union. Diese Vereinigung wollte die russische Monarchie durch eine Konstitutionelle Monarchie ersetzen.
Wsewolod Eichenbaum erinnert sich: Georgi Chrustaljow-Nossar hatte das Vertrauen der Arbeiter gewonnen, nachdem er sich unmittelbar nach dem Petersburger Blutsonntag persönlich um ihre existenziellen Nöte gekümmert hatte. Nachdem der Anwalt dafür am 3. Juli 1905 in die Peter-und-Paul-Festung eingesperrt worden war, wurde er am 2. September wieder entlassen und am 14. Oktober einstimmig zum ersten Vorsitzenden des Sowjets der Petersburger Arbeiter-Deputierten gewählt. Die Wahl fiel so eindeutig aus, auch weil Georgi Chrustaljow-Nossar zu der Zeit gewissermaßen über den Parteien stand. Später allerdings hatte er sich den Menschewiki in der SDAPR angeschlossen.
Vorsitzende eines Sowjets, zumal des ersten, lebten im Petersburg des Zaren gewöhnlich nicht lange in Freiheit. Trotzki nahm nach der Verhaftung Georgi Chrustaljow-Nossars dessen Stelle ein.
Am 26. November 1905 war Georgi Chrustaljow-Nossar verhaftet worden. Am 19. September 1906 wurde er angeklagt. Dem Gericht konnte er nicht glaubhaft machen, sich lediglich auf der Grundlage von Wittes Oktobermanifest für die dringlichsten Alltagssorgen der Arbeiter eingesetzt zu haben. Er wurde verurteilt, nach Sibirien verbannt, konnte aber im März 1907 ins Ausland fliehen. Seine Ansichten zum künftigen Weg der Arbeiterbewegung, artikuliert auf dem 5. Kongress der SDAPR in London, wurden von den Bolschewiki, hauptsächlich von Lenin, zurückgewiesen und fanden auch vor den anderen Delegierten keine Mehrheit.
Georgi Chrustaljow-Nossar trat 1910 aus der SDAPR aus und beschäftigte sich in Paris mit dem Syndikalismus – nach seinem Gespür eine ganz besonders praxisnahe Methodik für die aktuellen Belange der Arbeiterschaft. Darauf begeisterte er sich, ebenfalls in Paris, für Berdjajews Philosophie der Gottmenschlichkeit und wollte als Gottsucher (russ. Богоискатель) zur Religiosität des russischen Volkes über das Studium der Lehren von Bulgakow, Mereschkowski und Rosanow Zugang finden. In einem Pariser Emigrantenblatt profilierte sich Georgi Chrustaljow-Nossar 1911 zum Redakteur. Der Abstecher in die Journalistik geriet zum finanziellen Desaster. Ein französisches Gericht verurteilte ihn wegen Veruntreuung. Nach Verbüßung der Strafe war Georgi Chrustaljow-Nossar von der Welt und den Menschen geheilt. Also kehrte er 1914 in sein Russland zurück. Dort erinnerte man sich seiner Flucht aus der Verbannung und verurteilte ihn dafür 1915 zu drei Jahren Katorga. Die Februarrevolution 1917 brachte ihm die Freiheit. Nach Petrograd zurückgekehrt, musste er erkennen, alle Posten in seinem alten Petersburger Sowjet von 1905 waren besetzt. Man brauchte ihn nicht mehr. Notgedrungen ging er zurück in seine ukrainische Heimat nach Perejaslaw und gründete dort mit Unterstützung von Pawlo Skoropadskyj und Symon Petljura die winzige Perejaslawer Republik. Die Bolschewiken, genauer, ihr Revolutionskomitee, erschoss Georgi Chrustaljow-Nossar im Mai 1919 wegen antisowjetischer Aktivität. Mancher aus den Reihen der Weißen Bewegung vermutete, Trotzki sei an diesem Roten Terror nicht unbeteiligt gewesen.

## Anmerkung
1. ↑  Trotzki, in seiner Autobiographie mitunter zu dürftig verhohlenem Eigenlob neigend, lässt ein knappes Vierteljahrhundert nach den aufrüttelnden 1905er Ereignissen Autoritäten – zuerst Swertschkow (russ. Сверчков) und dann andere – zu Wort kommen: „›Der ideologische Führer des Sowjets war L.D. Trotzki. Der Vorsitzende des Sowjets, Chrustaljow-Nossar, war eher eine Kulisse, da er selbst nicht imstande war, auch nur eine einzige prinzipielle Frage zu beantworten. Ein Mann von krankhaftem Ehrgeiz, entbrannte er in Haß gegen L.D. Trotzki gerade deshalb, weil er gezwungen war, sich stets an diesen zu wenden um Ratschläge und Anweisungen.‹ Lunatscharski erzählt in seinen Erinnerungen: »Ich erinnere mich, wie jemand in Lenins Gegenwart sagte: ›Der Stern Chrustaljows beginnt unterzugehen, jetzt ist der mächtige Mann im Sowjet Trotzki.‹ Lenins Gesicht verfinsterte sich für einen Augenblick, und dann sagte er: ›Nun, Trotzki hat es sich in unermüdlicher und hervorragender Arbeit erkämpft.‹«“ (Trotzki, S. 167, 6. Z.v.o., siehe auch 1905 bei MIA)
 Trotzki selbst würdigt Georgi Chrustaljow-Nossar herab: „Zum ersten Vorsitzenden des Sowjets war vor meiner Ankunft aus Finnland der junge Advokat Chrustaljow gewählt worden, eine in der Revolution zufällige Figur, eine Zwischenstufe von Gapon zur Sozialdemokratie. Chrustaljow führte den Vorsitz, aber die politische Führung hatte er nicht.“ (Trotzki, S. 166, 1. Z.v.u.) Insgesamt gelingt Trotzki der Entwertungsversuch einer historisch Person wie Georgi Chrustaljow-Nossar anscheinend nicht richtig. Stellt er doch Gapon, Georgi Chrustaljow-Nossar und Kerenski – gleichsam als Vorreiter der russischen Revolution – in eine Reihe, wenn er spottet: „Kerenski leitete seine Erbfolge von Gapon und Chrustaljow ab.“ (Trotzki, S. 263, 2. Z.v.o., siehe auch In Petrograd bei MIA)

| Personendaten    | Personendaten                                   |
| ---------------- | ----------------------------------------------- |
| NAME             | Chrustaljow-Nossar, Georgi Stepanowitsch        |
| ALTERNATIVNAMEN  | Хрусталёв-Носарь, Георгий Степанович (russisch) |
| KURZBESCHREIBUNG | russischer Revolutionär und Politiker           |
| GEBURTSDATUM     | 1877                                            |
| GEBURTSORT       | Perejaslaw                                      |
| STERBEDATUM      | Mai 1919                                        |
| STERBEORT        | Perejaslaw                                      |